# آرماندو ماسیلیا
آرماندو ماسیلیا (انگلیسی: Armando Massiglia; ۶ ژانویهٔ ۱۹۱۱ – ۱۸ آوریل ۱۹۸۰) بازیکن فوتبال اهل ایتالیا بود.
از باشگاه‌هایی که در آن بازی کرده‌است می‌توان به باشگاه فوتبال اینتر میلان، باشگاه فوتبال نووارا، باشگاه فوتبال آلساندریا، و باشگاه فوتبال باری اشاره کرد.